# Jack Warner (piłkarz)
Jack Warner (ur. 1898 w Londynie, zm. 23 sierpnia 1950 tamże) – angielski piłkarz, który występował na pozycji napastnika.

## Kariera klubowa
Piłkarską karierę rozpoczął w amatorskim klubie Custorn House, skąd 5 kwietnia 1921 przeszedł do Manchesteru City, w którym zadebiutował dwa tygodnie później w meczu z Preston North End. Pierwszą bramkę dla City zdobył 2 maja 1921 w wygranym 3:1 spotkaniu z Newcastle United. Łącznie, biorąc pod uwagę mecze ligowe i pucharowe, wystąpił w City w 78 meczach i zdobył 15 bramek. W maju 1926 został zawodnikiem Watford. Do 1934 grał w trzecioligowym Thames.